# 福島県道276号浅川古殿線
福島県道276号浅川古殿線（ふくしまけんどう276ごう あさかわふるどのせん）は、福島県石川郡浅川町から同郡古殿町に至る一般県道である。

## 路線概要
- 起点：石川郡浅川町大字浅川字月斎
- 終点：東白川郡[1]古殿町大字仙石字叶神
- 総延長：11.006km[2]
  - 実延長：10.482km
- 路線認定年月日：1996年3月31日[3]

### 重用路線
- 福島県道274号赤坂西野石川線（石川郡石川町板橋字八升蒔～同町板橋字五斗蒔）

## 通過する自治体
- 石川郡浅川町 － 石川町 － 東白川郡古殿町

## 接続・交差する道路
- 浅川町内
  - 国道118号・福島県道75号塙泉崎線（浅川字月斎 起点）
- 石川町内
  - 福島県道274号赤坂西野石川線 石川市街地方面（板橋字八升蒔）
  - 福島県道274号赤坂西野石川線 鮫川方面（板橋字五斗蒔）
- 古殿町内
  - 福島県道14号いわき石川線（仙石字叶神 終点）

## 沿線
- 浅川町立山白石小学校